# ۱۴۴۵ (میلادی)
۱۴۴۵ میلادی یکی از سال‌های گاه‌شماری میلادی بود.

## رویدادها
- ۲۳ آوریل – ازدواج هنری ششم، پادشاه انگلستان و مارگارت، دختر رنه، دوک آنژو در همپشر
- ۷ ژوئیه – نیروهای خانات قازان به رهبری ألوغ محمد در نبرد سوزدال شکست سختی بر قوای روس به فرماندهی وازیلی دوم، دوک بزرگ مسکو وارد ساختند و خود وازیلی را به اسارت گرفتند.
- ۱۲ سپتامبر – ازدواج کریستوفر سوم، پادشاه دانمارک و دوروتی، دختر یوهان، مارگراف براندنبورگ در کپنهاگ
- نامزدی آفونسو پنجم، پادشاه پرتغال و دختر عموی خود، ایزابلا، دختر پتر، دوک کویمبرا و نایب السلطنه پرتغال
- بادلای بن سعد الدین‎، حاکم مسلمان پادشاهی عدل در جنگ با امپراتور اتیوپی کشته و بدنش تکه‌تکه شد.
- نخستین پایگاه تجاری اروپایی‌ها توسط پرتغالی‌ها در جزیره آرگین در غرب آفریقا ایجاد گردید.
- دینیس دیاس، دریانورد پرتغالی دماغه کپ-ورت در ساحل غربی قاره آفریقا را کشف کرد.
- دادگاهی در ونیز جاکوپو، تنها پسر فرانسسکو فوسکاری، دوک جمهوری ونیز را به اتهام فساد و رشوه‌خواری محکوم و از شهر اخراج نمود.

## زادگان
- تاریخ تقریبی – ساندرو بوتیچلی، هنرمند و نقاش ایتالیایی (فلورانسی) (د. ۱۵۱۰)

## درگذشتگان
- ۱۹ فوریه – النور آراگون، همسر ادوارد اول و مکله و نایب السلطنه پرتغال
- ألوغ محمد، خان قازان (ز. ۱۴۰۵)